# Werndorf
Werndorf osztrák község Stájerország Graz-környéki járásában. 2017 januárjában 2307 lakosa volt.

## Fekvése

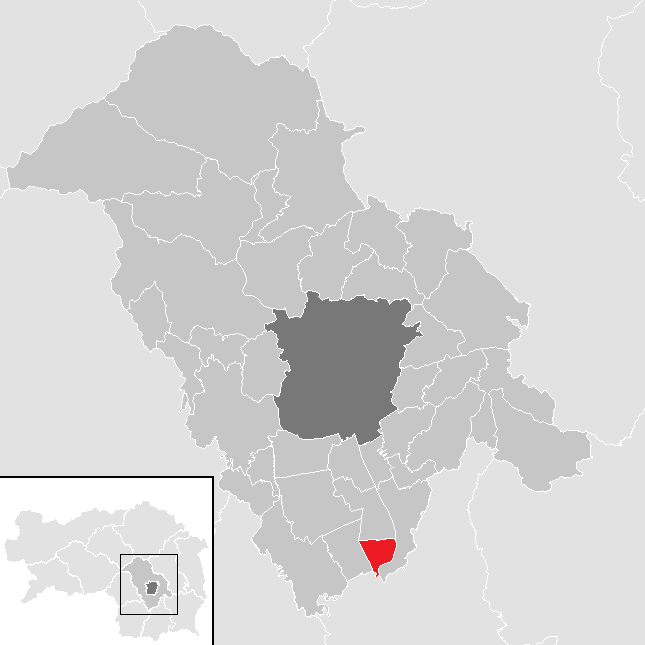
Werndorf a Graz-környéki járásban

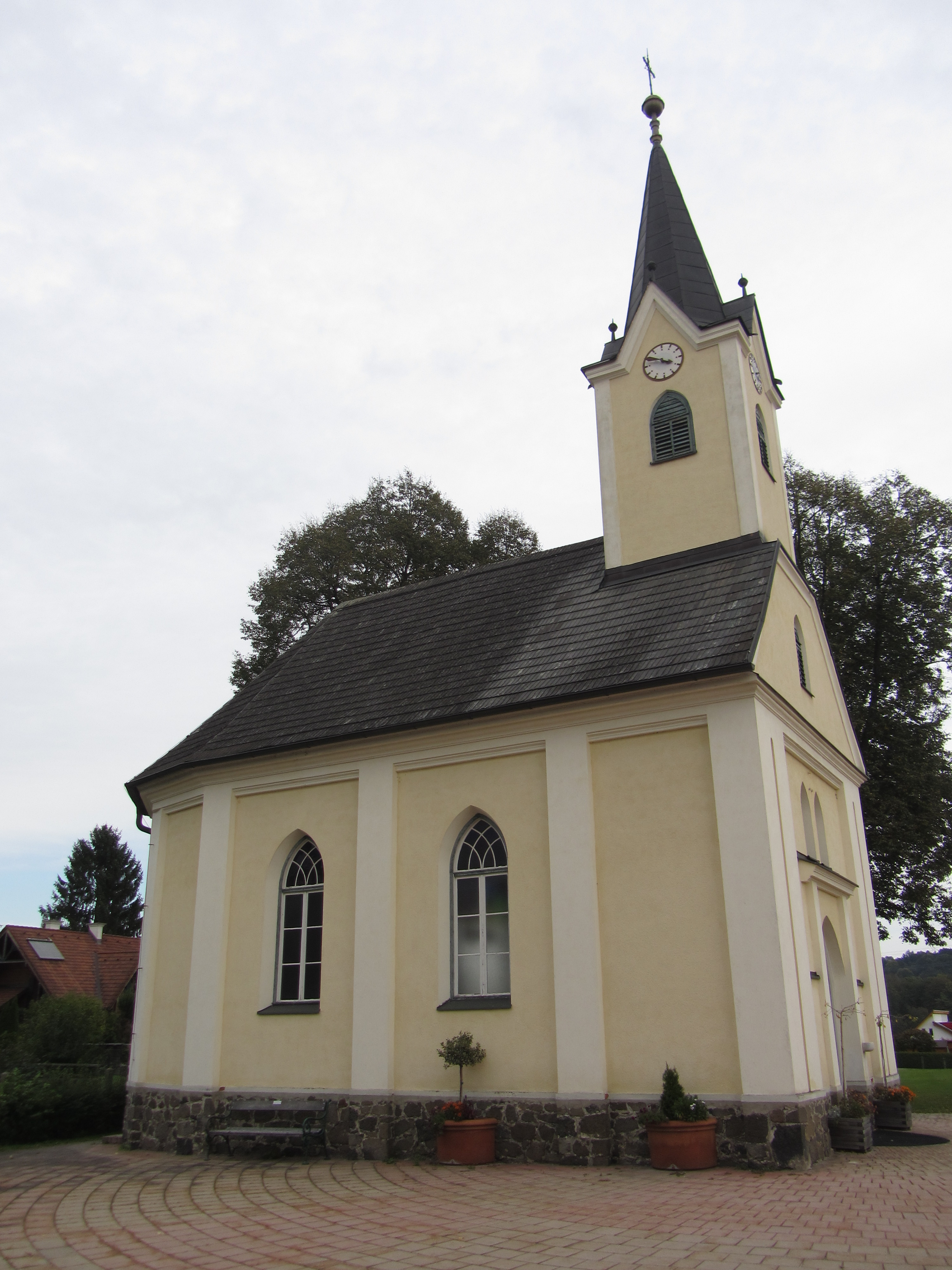
A werndorfi kápolna

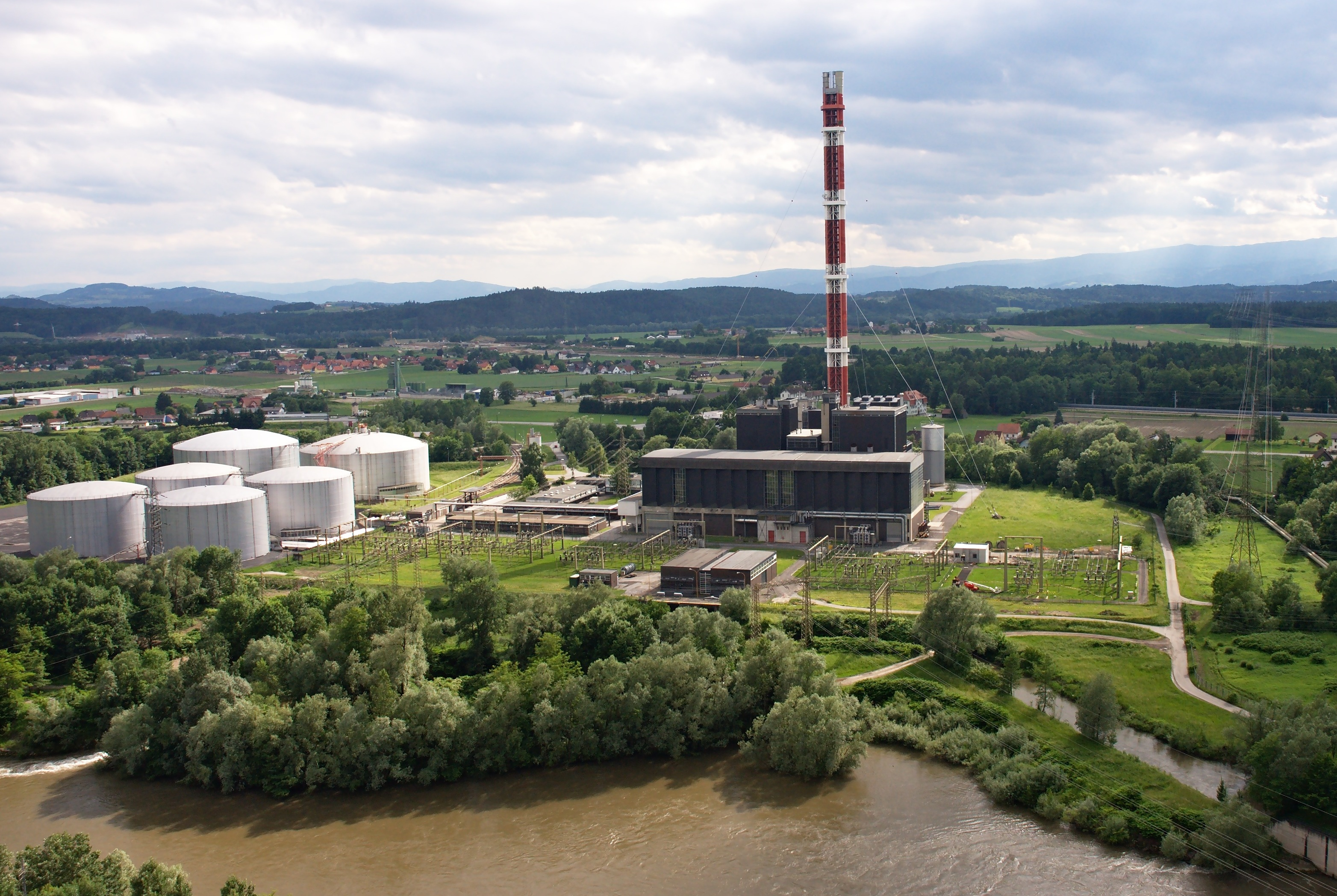
A werndorfi hőerőmű

Werndorf a Grazi-medencében fekszik a Mura jobb partján, Graztól kb. 15 km-re délre. Az önkormányzathoz egyetlen település tartozik, amelynek részei a következők: Bahnsiedlung, Himmelreich, Nordsiedlung, Sensenwerk, Siedlungen, Westsiedlung (Sdlg)
A környező önkormányzatok: nyugatra Wundschuh, északra Kalsdorf bei Graz, keletre Fernitz-Mellach, délre Wildon.

## Története
Werndorfot először 1144-ben említik, amikor III. Konrád király a reini apátságnak adományozta a falut, amely ezután több mint 700 évig kolostori birtok maradt.
1532-ben a Kőszeg ostromából visszavonuló törökök kifosztották Werndorfot. 1680-ban pestis pusztított a faluban, amelynek emlékére ma is látható keresztet állítottak.
1809. július 1-én a werndorfi parasztok rátámadtak Napóleon fosztogató katonáira. Az összecsapásnak egy francia katona és egy helybeli esett áldozatul, valamint 7 werndorfi megsebesült.
1848-ban a feudális birtokok felszámolása után megalakultak a községi önkormányzatok: Werndorf ennek során Kaldorf tanácsához került. 1898-ban a déli vasút (Bécs-Trieszt) vonalán megállót létesítettek Werndorfban. A községi képviselők vitái miatt a tartományi gyűlés 1914 februárjában úgy határozott, hogy Werndorfot önállósítják, de az első világháború miatt a tényleges szétválasztásra csak 1917-ben került sor.

## Lakosság
A werndorfi önkormányzat területén 2017 januárjában 2307 fő élt. A lakosságszám 1890 óta gyarapodó tendenciát mutat, az utóbbi évtizedekben elsősorban a Grazból a környező településekre kiköltözők miatt. 2015-ben a helybeliek 91,3%-a volt osztrák állampolgár; a külföldiek közül 1,3% a régi (2004 előtti), 4,4% az új EU-tagállamokból érkezett. 2,5% a volt Jugoszlávia (Szlovénia és Horvátország nélkül) vagy Törökország, 0,6% egyéb országok polgára. 2001-ben a lakosok 83,1%-a római katolikusnak, 3% evangélikusnak, 1,4% mohamedánnak, 11% pedig felekezet nélkülinek vallotta magát. Ugyanekkor 5 magyar élt a községben. A legnagyobb nemzetiségi csoportokat a német (95,3%) mellett a szlovének (1,5%) és a horvátok (1,1%) alkották.

## Látnivalók
- a werndorfi kápolna
- a magántulajdonban lévő biciklimúzeum

## Fordítás
- Ez a szócikk részben vagy egészben  a   Werndorf című német Wikipédia-szócikk ezen változatának fordításán alapul.  Az eredeti cikk szerkesztőit annak laptörténete sorolja fel. Ez a jelzés csupán a megfogalmazás eredetét és a szerzői jogokat jelzi, nem szolgál a cikkben szereplő információk forrásmegjelöléseként.